# Serkan
Serkan ist ein türkischer männlicher Vorname persischer und türkischer Herkunft mit der Bedeutung „Vorsitzender“, „Oberhaupt“.

## Verbreitung
Der Name Serkan ist in Deutschland seit den 1960er Jahren ein geläufiger Jungenname. In den letzten 10 Jahren wurde er etwa 180 Mal vergeben. In der Schweiz kommt der Name seit Anfang der 1970er Jahre fast jährlich in der Namensgebung vor. Ihn tragen dort 534 Personen (Stand 2023). In Österreich befindet sich der Name seit 1984 in den Hitlisten und wird fast alljährlich vergeben.
Serkan wird in Frankreich seit Mitte der 1970er Jahre jedes Jahr bei der Namenswahl berücksichtigt. Von 1930 bis 2023 wurden rund 1.100 Jungen so genannt. Der Name wurde in Belgien von 1995 bis kurz nach der Jahrtausendwende regelmäßig vergeben, danach jedoch nur noch sporadisch. In den Niederlanden ist der Name seit Anfang der 1970er Jahre in den Vornamenscharts anzutreffen. Er gilt aber nur als mäßig beliebt. In Dänemark kam der Name von 1995 bis 2009 alljährlich in den Hitlisten vor, seitdem taucht er nur noch selten auf.
In der Türkei war Serkan von 1980 bis 2005 ein beliebter Jungenname in den Top-50. Danach ließ seine Popularität nach. Den besten Platz belegte er im Jahr 1980 mit Rang 6.
In England befand sich der Name von 1996 bis 2009 jedes Jahr in den Vornamenscharts. Seine Vergabe ist auch in Schottland, den USA und Kanada nachgewiesen.

## Namensträger
- Serkan Asan (* 1999), türkischer Fußballspieler
- Serkan Atak (* 1984), deutsch-türkischer Fußballspieler
- Serkan Aykut (* 1975), türkischer Fußballspieler
- Serkan Bakan (* 2001), türkischer Fußballspieler
- Serkan Balcı (* 1983), türkischer Fußballspieler
- Serkan Boydak (* 1987), türkischer Fußballspieler
- Serkan Çalık (* 1986), türkisch-deutscher Fußballspieler
- Serkan Çiftçi (* 1989), österreichisch-türkischer Fußballspieler
- Serkan Çınar (* 1976), türkischer Fußballschiedsrichter
- Serkan Firat (* 1994), türkischer Fußballspieler
- Serkan Gençerler (* 1978), türkischer Fußballschiedsrichter
- Serkan Göcer (* 1993), deutscher Fußballspieler
- Serkan Göksu (* 1993), türkischer Fußballspieler
- Serkan Izmirlioglu (* 1998), schweizerisch-türkischer Fußballspieler
- Serkan Kaya (* 1977), deutsch-türkischer Schauspieler und Musicaldarsteller
- Serkan Kırıntılı (* 1985), türkischer Fußballtorhüter
- Serkan Kurtuluş (* 1990), türkischer Fußballspieler
- Serkan Özsoy (* 1978), türkischer Fußballspieler
- Serkan Şahin (* 1988), schweizerisch-türkischer Fußballspieler
- Serkan Şirin (* 1990), türkischer Fußballspieler
- Serkan Temel (* 1985), deutsch-türkischer Schauspieler
- Serkan Tören (* 1972), deutscher Politiker (FDP)
- Serkan Yanık (* 1987), türkisch-französischer Fußballspieler
- Serkan Yapıcılar (* 1986), türkischer Eishockeyspieler

## Sonstiges
- Sher Khan Suri (~1486–1545), paschtunischer Herrscher in Indien, nach dem Kipling  den Tiger Shir Khan im Dschungelbuch benannte.